# پاتریک ماکاو موسیوکی
پاتریک ماکاو موسیوکی (انگلیسی: Patrick Makau Musyoki؛ زادهٔ ۲ مارس ۱۹۸۵) یک دونده ماراتن اهل کنیا است.